# Henri Djombo
Henri Djombo, né en 1952, est un  écrivain et homme politique congolais. Membre du Parti congolais du travail (PCT), il exerça les fonctions de ministre de l'Économie forestière au sein du gouvernement de la république du Congo du 2 novembre 1997 au 7 mai 2016, date où il devient ministre de l'Agriculture, de l'Élevage et de la Pêche de 2016 à 2021.

## Débuts et carrière politique
Henri Djombo est né à Enyellé, dans le département de la Likouala, dans le nord du Congo, et a fait ses études à Leningrad, en Union Soviétique. Il rejoint la fonction publique en 1976, devenant dès 1977 conseiller auprès du Ministre de l’Économie Rurale, puis Directeur des Études et de la Planification au Ministère de l’Économie Rurale en 1978. En 1979, il est nommé au poste de Directeur-Général de l’Économie Rurale, et occupe le poste de Ministre des Eaux et Forêts de 1980, jusqu’à son éviction du gouvernement en décembre 1985. Il rejoint également le Parti Congolais du Travail (PCT) au pouvoir en 1979, et devient, en 1980, membre du Bureau du comité central de l'Union de la jeunesse socialiste congolaise (UJSC). Après avoir quitté le gouvernement, Henri Djombo occupe le poste d'ambassadeur du Congo en Bulgarie de 1986 à 1988, et par la suite, celui de président-directeur général de la Sucrerie du Congo (Suco) de 1989 à 1991,. Il intègre le Comité central du PCT en 1989,.
À l’occasion de la tenue des élections législatives de 1993, Henri Djombo occupe le poste de président de la Commission technique électorale. Cette même année, il est également membre de la délégation d’opposition lors des négociations organisées à Libreville (Gabon). Par la suite, il est vice-président du Comité technique pour le recensement spécial de 1996 à 1997. Lorsque Denis Sassou Nguesso revient au pouvoir à l’issue de la guerre civile du Congo-Brazzaville (juin-octobre 1997), il nomme Henri Djombo au poste de ministre de l’Économie forestière le 2 novembre 1997. Les prérogatives de son ministère évoluèrent à plusieurs reprises : il est ainsi nommé ministre de l’Économie forestière, chargé de la Pêche et des Ressources halieutiques le 12 janvier 1999, ministre de l’Économie forestière et de l’Environnement le 18 août 2002, puis simplement ministre de l’Économie forestière le 3 mars 2007.
Henri Djombo a dirigé les négociations avec les rebelles à la fin des années 1990. À l’occasion des élections législatives de mai 2002, il est élu à l’Assemblée Nationale, en tant que candidat du PCT dans la circonscription d’Enyellé. Il remporte le siège dès le premier tour en recueillant 96,98 % des suffrages. Il est réélu lors des élections législatives de 2007 dans la même circonscription, également au premier tour, avec 99,21 % des voix. Il est membre du Bureau politique du PCT depuis 2007.
En septembre 2006, Djombo annonce un plan visant à rétablir deux zones naturelles protégées totalisant à elles-seules près de mille hectares. Il déclare à cette occasion que la création de nouvelles zones reflète l’engagement du gouvernement en faveur de la préservation écologique : « La République du Congo est dépendante de l’utilisation de ses ressources forestières pour son développement économique, mais est également profondément engagée dans la préservation de la biodiversité, et la gestion durable des forêts. Le pays a déjà consacré environ 11 % de sa surface à des zones protégées, parmi lesquelles près de 90 % de forêt tropicale. » La Wildlife Conservation Society qualifie sa décision de « réussite extraordinaire pour toute la région du bassin du Congo » (la forêt du bassin du Congo est le deuxième massif forestier tropical après la Forêt amazonienne et couvre plus de deux millions de km2) et salue la politique environnementale du gouvernement congolais. En mai 2008, Henri Djombo déclare au cours d’une interview que « le taux de déforestation [du Congo] est le plus bas de la région » et que « moins de trois mille hectares » de forêt sont abattus chaque année. Il souligne que la politique du gouvernement est de trouver le bon arbitrage entre les besoins économiques du pays et la protection de l’environnement.
Dans le cadre de son engagement politique pour sa région d’origine du Likouala, Henri Djombo adresse une lettre ouverte aux habitants du département en novembre 2007 ; il y accuse ses rivaux dans la région, en particulier l’Ambassadeur du Congo en Italie, Mamadou Kamara Dékamo, de l’avoir calomnié pendant deux ans et demi et d’avoir tenté d’organiser son assassinat le 10 septembre 2007. Selon lui, ils prévoyaient de l’assassiner dans son ministère en profitant de la présence des anciens rebelles Ninja à Brazzaville le même jour afin de les utiliser comme boucs émissaires. Il déclare que cette tentative présumée lui « rappelle douloureusement » une précédente tentative manquée à l’encontre de lui et sa famille à leur domicile, au commencement de la guerre civile, le 7 juin 1997.
Au cours des élections présidentielles de juin 2009, il est directeur du Département des affaires électorales pour la campagne de réélection de Sassou Nguesso. Après l’élection, remportée à une écrasante majorité par Sassou Nguesso, Henri Djombo voit ses responsabilités ministérielles s’étendre et il devient, le 15 septembre 2009, Ministre du Développement Durable, de l’Économie Forestière et de l’Environnement.
Aux élections législatives de juin-août 2012, il est à nouveau candidat pour le PCT dans la circonscription d’Enyellé, et remporte de nouveau le siège au premier tour avec 88,06 % des suffrages.
Le 30 avril 2016, il est nommé ministre d’État, chargé de l'Agriculture, de l'Élevage et de la Pêche. Il quitte le ministère de l'Économie forestière le 7 mai, laissant la place à Rosalie Matondo, et prend ses nouvelles fonctions de ministre d’État.
Lors des élections législatives de 2017, il est réélu dès le premier tour à Enyellé avec 99 % des voix.

## Influence régionale et internationale
Henri Djombo est nommé président en exercice de l'Organisation africaine du bois (OAB) en octobre 2000 et a également dirigé pendant un temps la Commission des forêts d'Afrique centrale (COMIFAC). Au cours du troisième Congrès mondial des réserves en biosphère, qui s'est tenu à Madrid du 4 au 9 février 2008, il est élu président du Bureau du conseil international de coordination du Programme sur l'homme et la biosphère de l’UNESCO.

## Activités littéraires et sportives
Henri Djombo est également écrivain, et président de l'UNEAC (Union Nationale des Écrivains et Artistes du Congo ). Sur le plan sportif, il est ceinture noire d’aïkido. Il a été président de la Fédération congolaise d'aïkido, ainsi que de la Fédération congolaise de tennis de table.
Œuvres littéraires
- Sur la braise, roman, Brazzaville, Les Éditions Hemar, 1990.
- Sur la braise, roman, édition revue et corrigée, Brazzaville, Les Éditions Hemar, 2000.
- Le Mort vivant, roman, Paris/Brazzaville, Présence Africaine/Les Éditions Hemar, 2000.
- Lumières des temps perdus, roman, Paris/Brazzaville, Présence Africaine/ Les Éditions Hemar, 2002.
- La Traversée, roman, Brazzaville, Les Éditions Hemar, 2005.
- République du Congo. Cinquante ans de vie politique 1960-2010, (en coll.), préface de Pascal Gayama, Brazzaville, Les Éditions Hemar, 2010.
- Le Cri de la forêt (en coll. avec Osée Colins Koagné), théâtre, Brazzaville, Les Éditions Hemar, 2012.
- Palabre électorale au Kinango, théâtre, Brazzaville, Les Éditions Hemar, 2012.
- Le Mal de terre/El Mal de la Tierra, théâtre en édition bilingue français et espagnol, Brazzaville/Palmira, Les Éditions Hemar/Arcano XIX, 2014.
- Vous mourrez dans dix jours… roman, Brazzaville/Paris, Les Éditions Hemar/Présence Africaine, 2014. Traduit en anglais.
- Morgane, théâtre, Brazzaville, Les Éditions Hemar, 2015.
- Les Bénévoles, théâtre, Brazzaville, Les Éditions Hemar, 2015. Pièce traduite en anglais.
- Les Bruits de couloirs, théâtre, Brazzaville/Paris, Les Éditions Hemar/Langlois Cécile, 2015.
- Sarah, ma belle-cousine, roman, Brazzaville/Paris, Les Éditions Hemar/Langlois Cécile, 2016.
- Vous mourrez dans dix jours, théâtre, Brazzaville/Paris, Les Éditions Hemar/Langlois Cécile, 2016.
- L’avenir est dans ma tête, roman, Paris, Les Éditions Le lys bleu, 2019.
- On arrivera toujours quelque part, roman, Paris, Les Éditions Le lys bleu, 2020.
- Le miraculé du vol 352, roman, Paris, Les éditions Langlois Cécile, 2021.
- Gahi ou l’affaire autochtone, roman, Paris, Les éditions Langlois Cécile, 2022.